# Martiri de Sant Sebastià
El Martiri de Sant Sebastià és un tauló de fusta policromada l'autor del qual és Josep Tramulles, conservat a la sala 12 del Museu d'art de Girona. L'obra està datada de l'any 1652 que representa els moments previs del martiri de Sant Sebastià: el moment en què els sicaris de l'emperador Dioclecià procedeixen a lligar el sant a l'arbre des d'on rebrà el càstig de ser assagetat. No s'ha conservat la resta del retaule.

## Història i descripció del retaule
Aquest tauló que representa el martiri de Sant Sebastià era, fins al 2011, d'any i autor desconeguts. La redescoberta del seu contracte ha permès conèixer el context pel qual va ser encarregat i també el seu autor, Josep Tramulles.
L'any 1650 la pesta va devastar la ciutat de Girona i el Consell General de la ciutat va proclamar la realització d'un exvot a Sant Sebastià, en acció de gràcies per la curació. Dos anys més tard es va contractar la realització d'un retaule a l'escultor Josep Tramulles, un dels artífexs més destacats de mitjan sis-cents, en compliment d'aquella promesa. Tramulles, però, només va acabar aquest tauló principal que representa el martiri. El retaule no va ser assentat fins vint anys més tard, el 1679, i s'instal·là a la nova capella de l'Hospital de Santa Caterina de Girona, amb la intervenció d'un altre escultor de renom, Anton Barnoa, el qual acabà de donar-li la forma final al retaule, que malauradament no s'ha conservat.
La Pesta de 1650 fou una de les sotragades més fortes viscudes a Girona, on falliren més d'un miler de persones. Per fer front a la calamitat, els sants eren vistos com els únics intercessors divins i no és d'estranyar, que la solució fos la de recollir una antiga tradició: una processó en honor de Sant Sebastià que de temps ençà s'havia fet a Girona, però mantenint-la i dignificant-la. Això significava que calia refer el retaule dedicat al sant per a la Capella del Convent del Carme. Al cap de dos anys, el Consell General va recuperar el vot. El compliment de la promesa es féu efectiu el juliol de 1652 quan se signà la capitulació del retaule a favor de Josep Tramulles, un dels escultors més reputats de la retaulística catalana dels anys centrals del s. XVII, i membre d'una nissaga d'escultors. Fou l'escultor del Retaule de Santa Coloma de Queralt (1635), Retaule de Santa Maria de la Geltrú (1645-1655), el Retaule del Roser de Sant Cebrià de Tiana (1645-1655) i finalment el Retaule de Santes Creus (1647-1651).
El contracte del retaule de Sant Sebastià estableix que el retaule de sant Sebastià es duria a terme segons la traça del mateix escultor. El retaule es dividia en tres cossos un pedestal, el tauló de l'escena de sant Sebastià, i un tercer cos com a coronament. El pedestal havia de fer sis pams d'alçada i ostentar en els enfronts els escuts de la ciutat a cada banda. Damunt del pedestal s'hi elevava el cos principal. Al centre, a la manera d'una pala italiana, per bé que escultura, hi havia un alt relleu amb la representació del martiri de sant Sebastià. A cada costat del tauló hi anaven dues agrupacions de tres columnes entorxades per banda amb contrapilastres projectades al fons que devien atorgar-li un emmarcament potent i vistós. La traça presentada incloïa minyons sostenint tiges -segurament palmes de martiri-, juntament amb un sant Hipòlit que aniria al centre. A banda i banda del frontispici, recorrent la cornisa, hi havia una balustrada. El contracte reflecteix la voluntat dels Comissaris que l'escena central del retaule fos ben lluïda, per aquest motiu el tauló feia catorze pams d'alçada per quinze d'amplada d'un total de divuit que en mesurava la totalitat del primer cos -sumats als sis pams del pedestal-, confegien una obra que ocupava de cap a cap la capella de l'església del Carme.